# Бундесштадіон Зюдштадт
«Бундесштадіон Зюдштадт» або «BSFZ-Арена» (нім. Bundesstadion Südstadt, BSFZ-Arena) — футбольний стадіон у місті Марія-Енцерсдорф, Австрія, домашня арена ФК «Адміра Ваккер Медлінг». 

## Історія
Стадіон побудований 1965 року та відкритий у 1967 році. 2008 року перейменований на «Тренквальдер-Арена». Того ж року було здійснено капітальну реконструкцію арени, у ході якої перебудовано трибуни, оновлено систему освітлення та встановлено відеоекран на спеціально спорудженій вежі навпроти головної трибуни. 2013 року облаштовано фан-сектор «Адміра Ваккер Медлінга», який розмістився найближче до поля. Того ж року стадіон перейменований на «BSFZ-Арена». У 2016 році встановлено систему підігріву поля.
Місткість арени становить 12 000 глядачів, з яких 6 900 сидячі. 5 000 місць накриті дахом. 
На півночі від поля розташований пагорб, з якого доволі зручно спостерігати за грою на арені. Через популярність пагорба серед вболівальників та загального збільшення відвідуваності матчів, планується спорудження північної трибуни, яка його замінить.  
На стадіоні домашні матчі приймає збірна Австрії з футболу.